# Калетинка
Калетинка — деревня в Екимовском сельском поселении Рязанского района Рязанской области России.

## Расположение
Расположена в 21 км на юго-запад от Рязани.

## История
Спасская церковь в селе Калетинка или Спасское впервые упоминается в окладных книгах от 1676 года.

## Население
| 1859 | 1906 | 2010 |
| ---- | ---- | ---- |
| 244  | ↗414 | ↘23  |